# 미키모토 하루히코
미키모토 하루히코(美樹本晴彦, 1959년 8월 28일 ~ , 일본 도쿄도에서 사토 하루히코(佐藤晴彦)라는 이름으로 출생)는 일본의 애니메이션 캐릭터 디자이너, 삽화가, 만화가이다. 1980년대에 주로 활동했으며, 그 기간 동안 그는 명성을 얻었으며 당시 최고의 캐릭터 디자이너 중 한 명으로 간주된다.
게이오 대학을 졸업하고 마크로스의 창시자 카와모리 쇼지, 각본가 오노기 히로시와 같은 해에 대학을 다녔다. 학교에 다니면서 애니메이션 스튜디오 아트랜드에 입사했으며 초시공요새 마크로스, 마크로스 7, 톱을 노려라!, 갑철성의 카바네리를 포함한 여러 애니메이션 시리즈의 캐릭터 디자이너였다.

## 애니메이션 작품
- 아쿠에이리언 에이지
- 톱을 노려라!
- 갑철성의 카바네리
- 마크로스 7
- 메가존 23
- 기동전사 건담 0080 주머니 속의 전쟁
- 사라만다
- 초시공요새 마크로스
  - 초시공요새 마크로스: 사랑, 기억하고 있습니까
  - 초시공요새 마크로스 Flash Back 2012
- 먼 바다에서 온 COO